# Kwon Yu-ri
Kwon Yu-ri (권유리?, 權俞利?, Gwon Yu-riLR, Kwŏn YuriMR; Goyang, 5 dicembre 1989) è una cantante e attrice sudcoreana, membro del gruppo musicale Girls' Generation, formato nel 2007.

## Discografia
Per le opere con le Girls's Generation, si veda Discografia delle Girls's Generation.

### EP
- 2018 – The First Scene

### Singoli
- 2018 – Always Find You
- 2018 – Into You

## Filmografia

### Cinema
- Kkonminam yeonswae tereosageon (꽃미남 연쇄 테러사건), regia di Lee Kwon (2007) – cameo
- I AM. (아이엠), regia di Choi Jin-sung (2012)
- No Breathing (노브레싱), regia di Jo Yong-sun (2013)
- SMTown: The Stage, regia di Bae Sung-sang (2015)

### Televisione
- Unstoppable Marriage (못말리는 결혼) – serie TV (2007-2008)[2]
- Kko Kko Tours Single Single (꼬꼬관광 싱글싱글) – programma TV (2008)
- Cheongchun bulpae (청춘불패) – programma TV, episodi 1-14, 16-21, 23-32 (2009-2010)
- Show! Eum-ak jungsim (쇼! 음악중심) – programma TV (2009-2012)
- Fashion wang (패션왕) – serie TV, episodi 2-20 (2012)[3]
- Dancing 9 (댄싱9) – programma TV (2013)
- Kill Me, Heal Me (킬미힐미) – serie TV, episodio 20 (2015)[4]
- Uridongne yecheneung (우리동네 예체능) – programma TV, episodi 113-124 (2015)
- Dongne-ui yeong-ung (동네의 영웅) – serie TV (2016)[5]
- Goho-ui binnaneun bam-e (고호의 별이 빛나는 밤에) – serie TV (2016)[6]
- Jeonggeur-ui beopchik in New Caledonia (정글의 법칙 in 뉴칼레도니아) – programma TV, episodi 1-5 (220-224) (2016)
- Pigo-in (피고인) – serie TV (2017)[7]
- Dae Jang-geum.i bogo-itda (대장금이 보고있다) – serie TV (2018-2019)[8]
- Il suono del tuo cuore: Reboot (마음의 소리: 얼간이들) – serie TV (2018)[8]
- Kim Je-dong's Talk to You (김제동의 톡투유) – programma TV (2018)
- Jibung wi-ui makgeolli (지붕 위의 막걸리) – programma TV (2018)
- Ibyeor-yu-ye, ilju-il (이별유예, 일주일) – serie TV (2021)
- Bossam - Unmyeong-eul humchida (보쌈-운명을 훔치다) – serie TV (2021)
- Badminton Club (라켓소년단) – serie TV, episodio 16 (2021)
- Seon-jae eopgo twi-eo (선재 업고 튀어?) – serie TV (2024)

### Teatro
- Grandpa Henry and I (앙리 할아버지와 나) (2020)